# یواس‌اس دبلیو دبلیو برنز (۱۸۶۱)
یواس‌اس دبلیو دبلیو برنز (به انگلیسی: USS W. W. Burns1) یک کشتی دکل دار در خلیج چساپیک بود که در تاریخ ۱۳ اوت ۱۸۶۱ به مالکیت نیروی دریایی ایالات متحده آمریکا درآمد.